# Arquitectura do ferro
A arquitetura do ferro (em Francês : architecture métallique , "arquitetura metálica") é um tipo de produção arquitetónica que se difundiu na Europa entre o final do século XIX e a primeira metade do século XX. Os locais onde esta tecnologia aplicada foi mais difundida são França e Inglaterra, embora também tenha tido uma boa difusão na Itália.

## Do advento da engenharia ao início do século XX

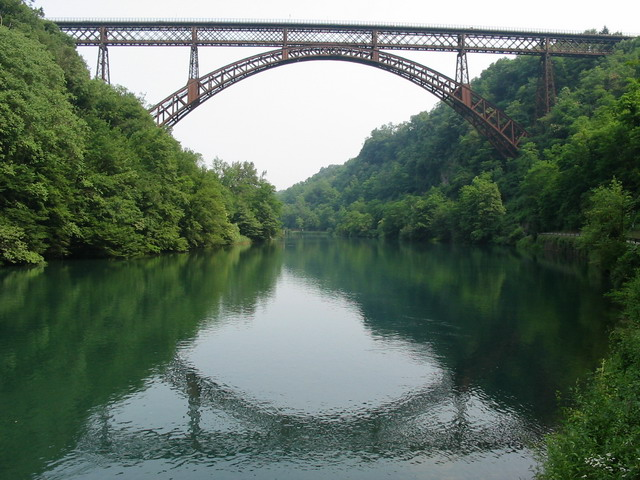
A Ponte Paderno, sobre o Adda.

O desenvolvimento da engenharia está essencialmente ligado aos processos de industrialização que começaram na Inglaterra no final do século XVIII e que rapidamente se espalharam por muitas outras nações.

Um passo importante na constituição da nova ordem dos Engenheiros ocorreu em 1794, com a fundação da École polytechnique e a criação, na mesma universidade, de um curso de Ciências da Construção.

De facto, as importantes inovações tecnológicas ligadas à Revolução Industrial levaram a um aumento notável na produção de aço e ferro fundido, com uma redução significativa de custos; estes materiais, antigamente utilizados na arquitectura apenas para a criação de elementos acessórios (grampos, âncoras, tirantes), encontraram portanto também maior aplicação na construção civil, onde foram utilizados essencialmente para a construção de pontes de ferro, edifícios com esqueleto metálico e tampas transparentes de aço e vidro. Portanto, os usos mais espetaculares e importantes desta nova tecnologia são Pontes, Estufas, edifícios para Exposições Universais, armazéns industriais, estações ferroviárias, mercados cobertos e galerias para passeio público.
No entanto, a aplicação destes novos materiais de construção não conduzirá à formação de um estilo completamente autónomo das várias revivalizações do século XIX, mas limitar-se-á muitas vezes à criação de telhados em invasões neoclássicas, neogóticas ou neo-renascentistas.

Mesmo as obras feitas inteiramente de ferro nunca alcançarão a verdadeira independência dos gostos, formas e sentidos da arquitetura eclética do século XIX. Um caso emblemático é o da Torre Eiffel em Paris, onde se encontram os arcos que se abrem desde a base até o primeiro nível da torre, localizados a aproximadamente 50 metros de altura, eles não suportam carga, mas estão suspensos na estrutura. Estes elementos, evidentemente desprovidos de qualquer função estática, representam portanto uma espécie de dependência inútil das formas clássicas, à qual o designer, o engenheiro Gustave Eiffel, foi forçado a submeter-se.
No final do século XIX, as construções de aço obtiveram grande sucesso nos Estados Unidos da América e particularmente em Chicago, onde foram construídos os primeiros arranha-céus do mundo. Em breve esta técnica de construção espalhar-se-á rapidamente por todo o país, em particular em Nova Iorque, onde, com o novo século, surgirão edifícios com até mais de trezentos metros de altura.